# Andrej Aleksandrovič Travnikov
Andrej Aleksandrovič Travnikov (in russo Андрей Александрович Травников?; Čerepovec, 1º febbraio 1971) è un politico russo, Governatore della Regione di Novosibirsk dal 14 settembre 2018. Membro del Presidium del Consiglio di Stato della Federazione Russa dal 28 gennaio al 2 agosto 2019..

## Biografia
Andrey Travnikov è nato il 1º febbraio 1971 nella città di Cherepovets, nella regione di Vologda. Entrambi i genitori hanno lavorato presso lo stabilimento metallurgico di Cherepovets: il padre come operaio, la madre come specialista nel dipartimento di design. Il nonno materno lavorava come presidente della fattoria collettiva, il nonno paterno era il capo dell'impresa forestale. 
Nel 1990 si è diplomato presso il Cherepovets Metallurgical College, con una specializzazione nel settore elettrico. Nel 1998 si è laureato in Azionamento Elettrico e Automazione di Impianti Industriali e Complessi Tecnologici presso l'Università Statale di Cherepovets. 
Nel 2014 e nel 2017 riqualificazione all'Accademia russa di economia nazionale e servizio pubblico sotto il presidente della Federazione russa (RANEPA), un'istituzione russa di istruzione superiore che forma specialisti nei settori socioeconomico e umanitario.